# Autvilar
Autvilar (en francès Auvillar) és un municipi francès situat al departament de Tarn i Garona i a la regió d'Occitània.

## Demografia
| 1962                                       | 1968 | 1975 | 1982 | 1990 | 1999 | 2006 |
| ------------------------------------------ | ---- | ---- | ---- | ---- | ---- | ---- |
| 806                                        | 837  | 873  | 807  | 921  | 876  | 985  |
| Des de 1962: població sense dobles comptes |      |      |      |      |      |      |

## Administració
| Període   | Identitat      | Partit |
| --------- | -------------- | ------ |
| 1995-2008 | Alain Sautedé  |        |
| 2008-     | Michel Delrieu |        |

## Personatges il·lustres
- Marcabru

## Galeria d'imatges

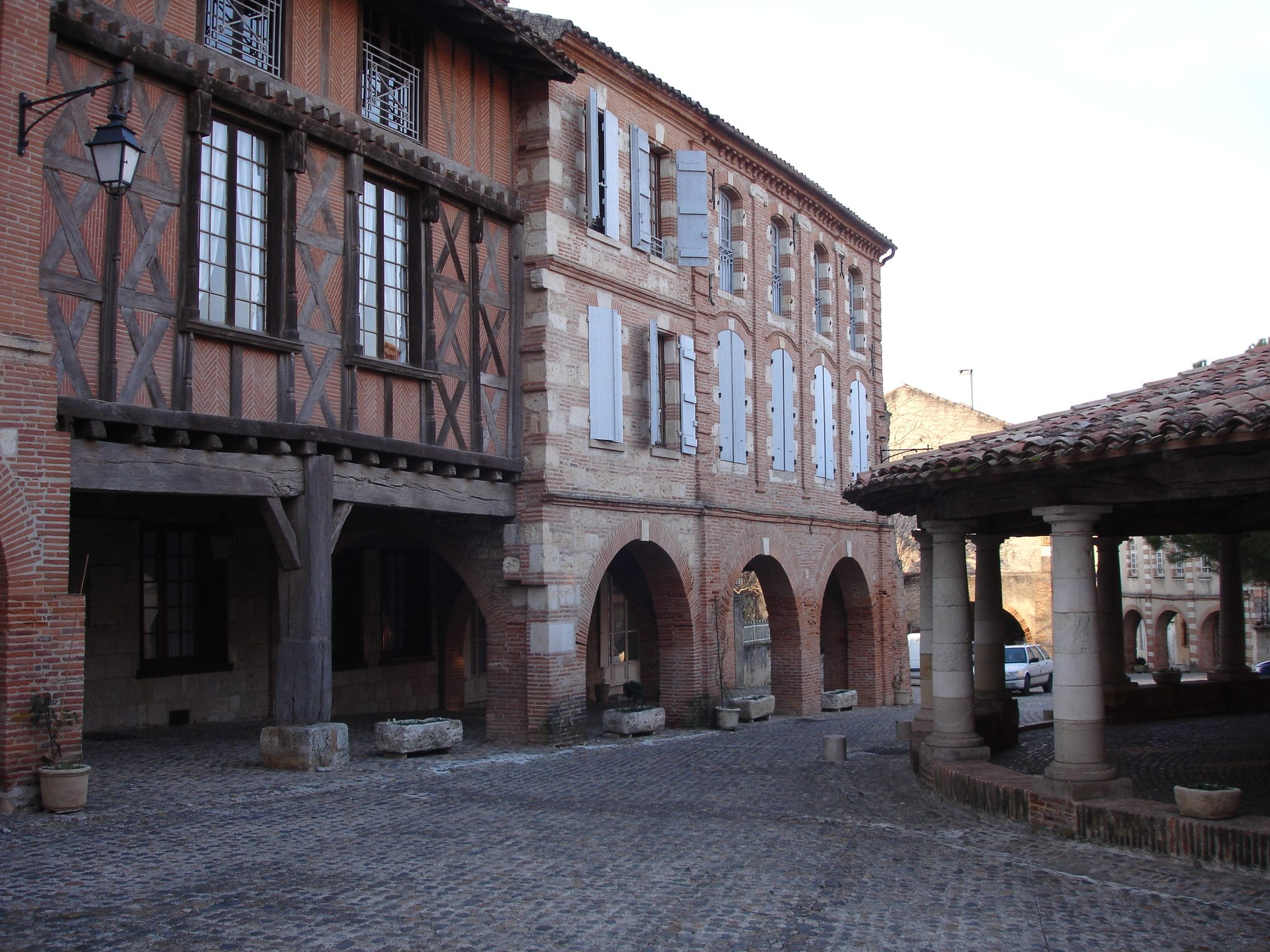
Plaçs principal
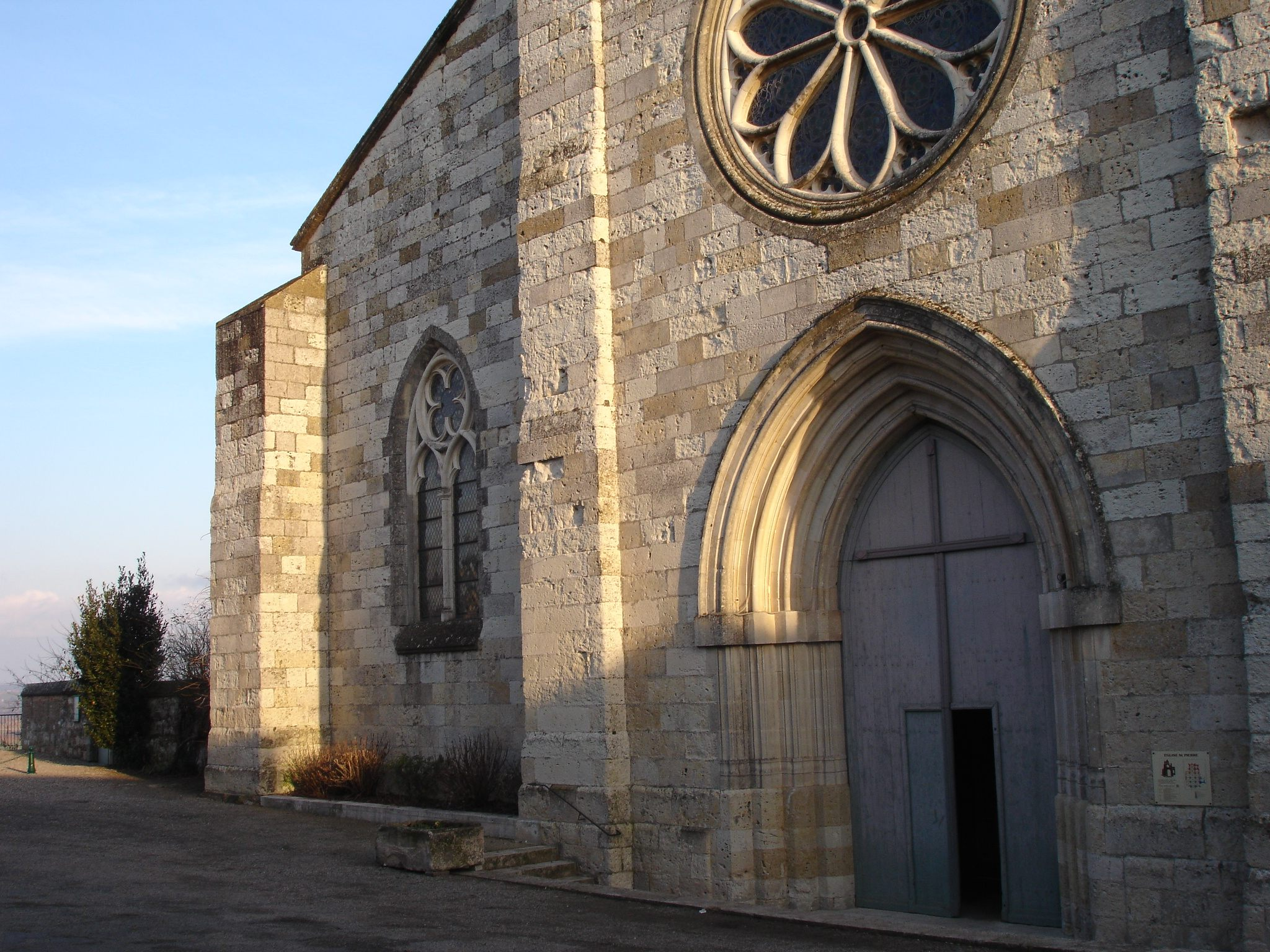
Església de Sent Pèire
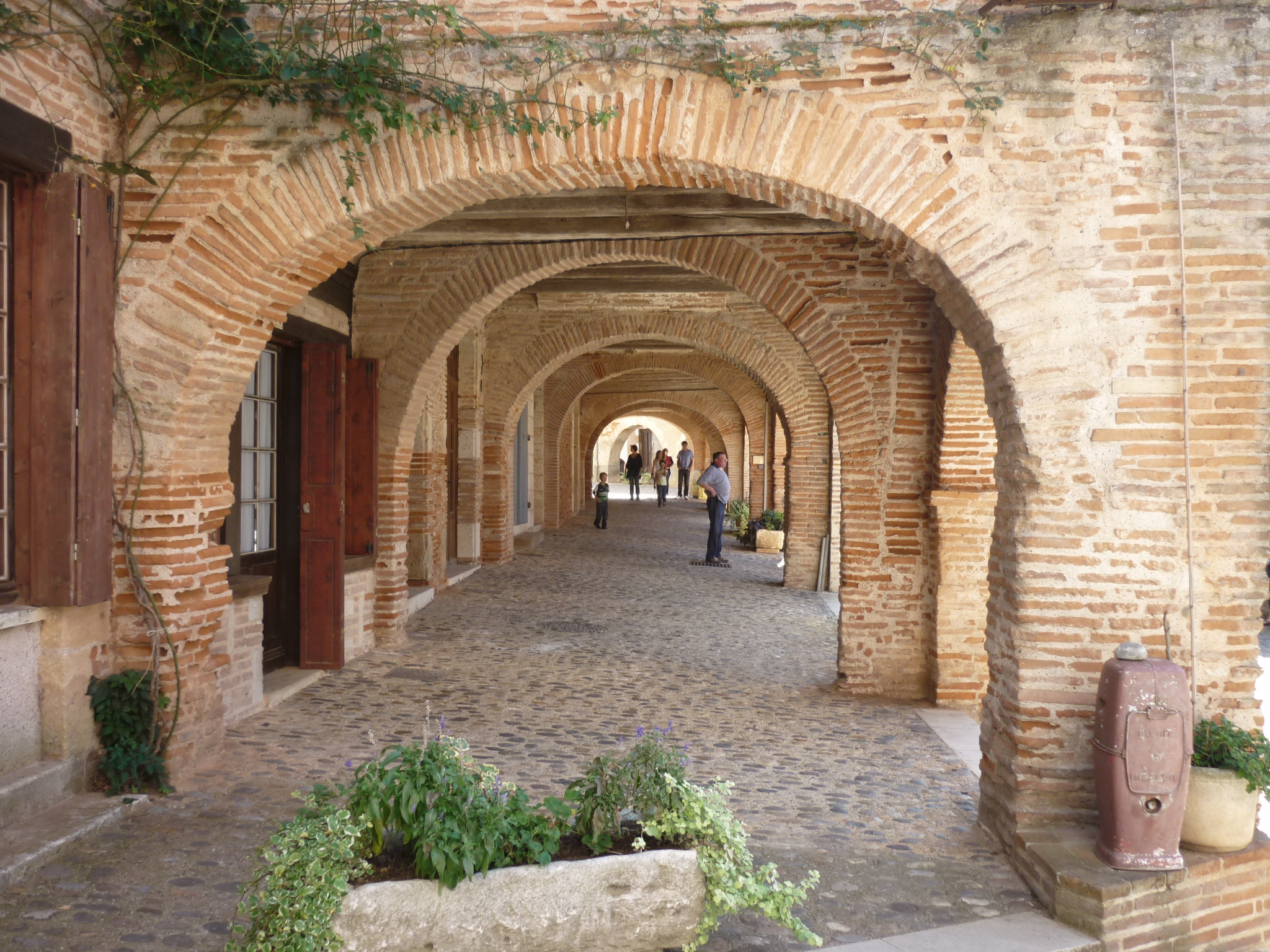
Passatge voltat a la plaça
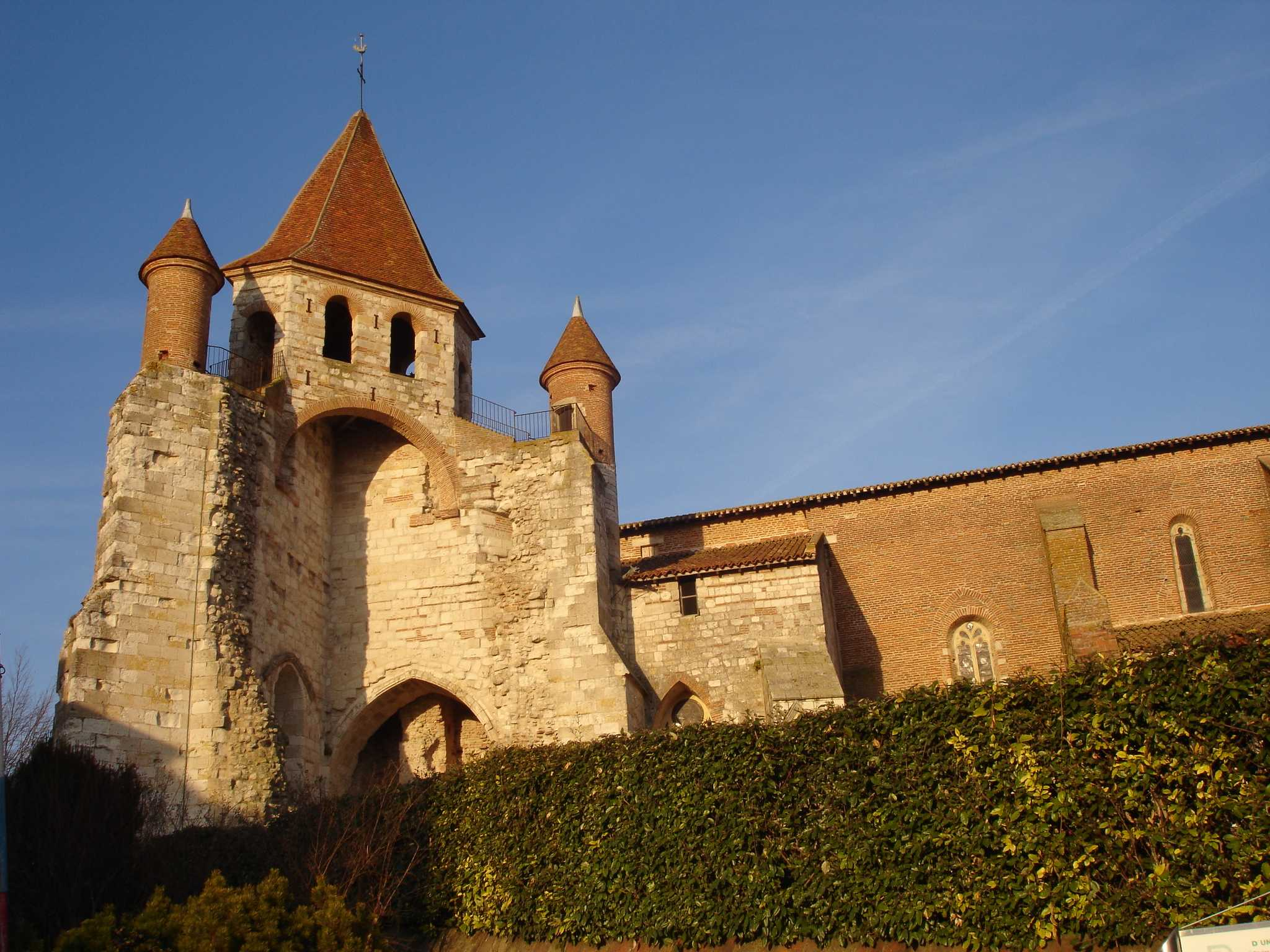
Església de Sent Pèire